# 小原雅博
小原 雅博（こはら まさひろ、1955年 - ）は、日本の外交官。在シドニー総領事、在上海総領事、東京大学大学院法学政治学研究科教授を経て、名城大学特任教授。

## 経歴
- 1955年 徳島県那賀郡鷲敷町生まれ[1]。

その後、10歳で羽ノ浦町（徳島県那賀郡）に移る。富岡西高等学校卒業
- 1979年　外務公務員採用上級試験合格[2]。

- 1980年 東京大学文学部卒業後、外務省入省[1][3]。
- 1983年 カリフォルニア大学バークレー校アジア学修士課程修了[4]。
- 1996年 国際連合日本政府代表部一等書記官[5]。
- 1998年 国際連合日本政府代表部参事官[5]。
- 1999年 アジア局地域政策課長[5]。
- 2001年 経済協力局無償資金協力課長[5]。
- 2003年 文部科学教官国立情報学研究所教授、早稲田大学大学院客員教授、立命館アジア太平洋大学客員教授、九州大学講師[5][4]。
- 2005年 在ロサンゼルス総領事館首席領事[5]。
- 2007年 アジア大洋州局参事官[5]。
- 2009年 アジア大洋州局審議官[5]。
- 2010年 在シドニー総領事[5]。
- 2013年 在上海総領事。
- 2015年 東京大学大学院法学政治学研究科教授[6]
- 2021年 名城大学特任教授[7]

## その他
- 2005年、論文『国益と外交』で、立命館大学で博士(国際関係学)を取得[4][8]。
- 2013年4月23日、シドニー総領事として小野伸二に在外公館長表彰を授与[9]。

## 同期入省
- 葉室和親（駐トンガ大使）、高橋礼一郎（内閣府国際平和協力本部事務局長）、越川和彦（外務省大臣官房長）、末松義規（民主党衆議院議員、復興副大臣兼内閣府副大臣、外務省経済協力局首席事務官）、片上慶一（外務省経済局長）、山崎純（国連大使）、山田文比古（東京外国語大学教授、駐フランス公使）、井出敬二（駐クロアチア大使）、石井正文（外務省国際法局長）、山本栄二（駐東ティモール大使）らがいる

## 著書
- 『東アジア共同体　強大化する中国と日本の戦略』日本経済新聞出版社、2005年9月
- 『国益と外交　世界システムと日本の戦略』日本経済新聞出版社、2007年10月
- 『外交官の父が伝える素顔のアメリカ人の生活と英語』ディスカヴァー・トゥエンティワン、2008年5月
- 『日本走向何方』中信出版社　2009年1月
- 『15歳からの外交官が書いた国際問題がとりあえず全部わかる本』ディスカヴァー・トゥエンティワン、2009年6月
- 『チャイナ・ジレンマ』ディスカヴァー・トゥエンティワン、2012年6月
- 『「境界国家」論―日本は国家存亡の危機を乗り越えられるか? 』時事通信出版局、2012年7月
- 『日本の国益』講談社、2018年9月
- 『東大白熱ゼミ　国際政治の授業』ディスカヴァー・トゥエンティワン、2019年4月
- 『コロナの衝撃　感染爆発で世界はどうなる？』ディスカヴァー・トゥエンティワン、2020年5月
- 『大学4年間の国際政治学が10時間でざっと学べる』KADOKAWA、2021年1月
- 『戦争と平和の国際政治』ちくま新書、2022年11月